# Nachtigall
Le bataillon Nachtigall (« Rossignol », en français) était la première unité étrangère de la Wehrmacht, qui fut créée peu de temps avant l'opération Barbarossa par le professeur Theodor Oberländer, qui fut mobilisé, dans l'armée allemande (Wehrmacht),  au grade de capitaine (Hauptmann). Le bataillon Nachtigall est, avec le bataillon Roland, une des composantes de la légion ukrainienne.

## Historique

### Création
Le 25 février 1941, à la suite de tractations avec l'amiral et chef de l'Abwehr, Wilhelm Canaris, Stepan Bandera reçoit au nom de l'Organisation des nationalistes ukrainiens (OUN) la promesse d'une aide de 2,5 millions de marks pour former la Légion ukrainienne et délègue à Roman Choukhevytch le commandement du bataillon dont l'effectif comprenait 350 personnes, toutes d'origine ukrainienne. C'est une des unités du régiment école Brandebourg, qui regroupe alors tous les commandos de la Wehrmacht. Presque tous les documents la concernant ont été détruits.
Le 8 mai 1941, la somme convenue est versée à l'unité de Roman Choukhevytch ; elle devient, sous le contrôle de l'officier de liaison Theodor Oberländer, futur ministre des réfugiés de Konrad Adenauer, le bataillon Nachtigall, jumeau du bataillon Roland basé en Autriche. Ce nom de « rossignol » a été choisi en référence aux chants grandioses de ses soldats qui « auraient pu en remontrer à toute chorale de cosaques du Don ». Durant l'hiver, l'entrainement au camp de Liegnitz en Silésie a été émaillé d'incidents entre soldats ukrainiens et sous-officiers allemands.

### Opération
Le bataillon se distingue lors de la prise de Lviv la nuit du dimanche 29 juin dans la place abandonnée par l'Armée rouge. 
En juillet 1941, dès la ville occupée par les troupes allemandes, les nazis et leurs auxiliaires ukrainiens appliquent une politique de « purification ethnique et intellectuelle » avec notamment l'assassinat des membres de l‘intelligentsia polonaise et de leurs familles, lors du massacre des professeurs de Lwów. Ces opérations préparées par l'établissement de listes de Polonais à éliminer dès l'invasion de la Pologne, sont menées à leur terme par les nazis lors de l'avancée allemande vers l'Est. 
Au prétexte de représailles à la suite des exécutions de prisonniers par le NKVD, deux pogroms sont déclenchés , le 30 juin 1941 et le 25 juillet 1941 à Lviv, et durent sans discontinuer quatre semaines ; 4 000 Juifs sont tués. Le 30 juin, les hommes du bataillon Nachtigall rassemblent un demi-millier de Juifs, qu'ils ont arrêtés dans la rue à des barrages de contrôle ou à domicile. Ils sont aidés par des civils portant un brassard, qui seront organisés ultérieurement, le 1er août, en un corps de police auxiliaire, l'UP. Les personnes arrêtées sont réquisitionnées pour porter les cadavres hors des cellules,. Une fois le travail accompli, elles subissent le supplice de la course des piques. Sur ordre d'un officier, elles sont battues à mort entre deux rangs de baïonnettes ukrainiennes.
Le même jour, un millier de Juifs sont livrés aux injures et aux coups de la foule qui couvre de fleurs les soldats allemands en acclamant Hitler et Bandera. La participation de la population et l'enthousiasme des participants sont surveillés ce qui traduit une politique calculée de terreur. L'autorité abolit les ultimes freins de la conscience individuelle que sont les règles morales en manipulant et confondant victimes et bourreaux. La foule est invitée impérieusement à une manifestation festive qui culmine par un massacre[réf. nécessaire].
Sept mille arrestations sont conduites systématiquement dans les semaines suivantes à partir de listes préparées de longue date par le Sicherheitsdienst. Jusqu'à son départ vers l'Est pour Ternopil le 7 au matin, le bataillon Nachtigall, jusque-là principalement affecté à la garde de marchandises, participe à ces arrestations. Environ trois mille des personnes interpellées sont exécutées dans le stade municipal.
Le bataillon Nachtigall commet aussi des massacres au sein des populations polonaises juives et polonaises non juives, au sein de la ville de Zloczow.
Sur la route entre Lvov et Vinnytsia, le bataillon Nachtigall tue entièrement les populations juives de 2 villages,.

### Dissolution de l'unité
Dès le mois de juillet, l'annonce du rattachement au 1er août 1941, quoique dans une situation militaire encore incertaine, de la Galicie au Gouvernement général de Pologne a annihilé les espoirs d'une Ukraine indépendante et suscité des désertions dans l'unité. Le bataillon reste à Vinnytsia, où l'amiral Canaris mène une enquête sur les désertions. Celui-ci décide le 30 juillet de rapatrier l'unité à Cracovie et de la désarmer.
Le 15 août 1941, le bataillon Nachtigall est reversé au Schutzmannschaft, dont le commandement supérieur appartient à la Waffen SS. L'uniforme de la Wehrmacht est troqué pour celui de la gendarmerie polonaise. Roman Choukhevytch y prend le poste de capitaine de la première compagnie du 201e bataillon que commande le commandant d'origine polonaise Eugène Pobihuchtchy sous le contrôle d'un S.S., officier de liaison du SD, Wilhelm Mocha. La mission de cette unité est de lutter contre les membres de la Résistance ukrainienne.